# Akari Kurishima
Akari Kurishima (栗島 朱里 Kurishima Akari?), född 14 september 1994, är en japansk fotbollsspelare.
Kurishima spelade 1 landskamper för det japanska landslaget.